# Императорский Николаевский университет
Импера́торский Никола́евский университе́т (ИНУ, в 1909—1917 годах) — университет, учреждённый в 1907 году императором Николаем II — последний из классических университетов Российской империи, располагавшийся в Саратове, имеющий право на именование Императорским. Выбор Саратова местом создания университета произошёл во многом благодаря влиянию премьер-министра Петра Аркадьевича Столыпина.

## Императорский Николаевский университет 1909-1917

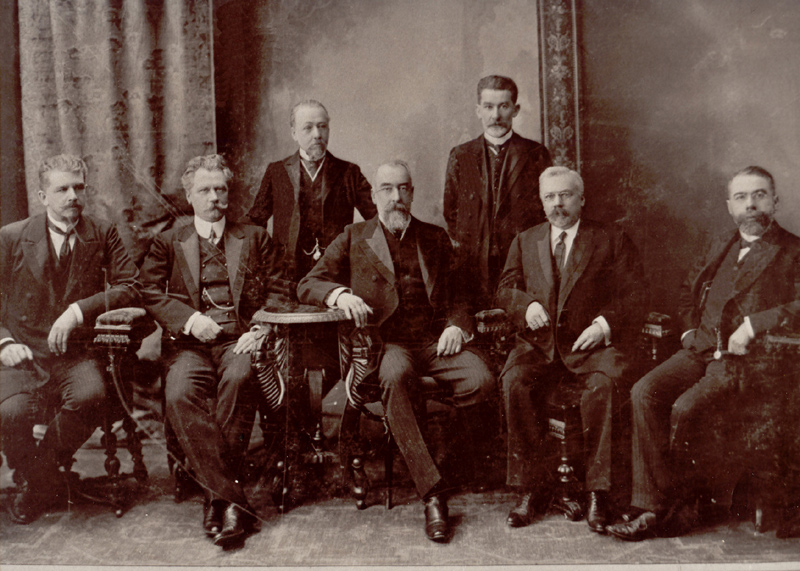
Комиссия по учреждению и устройству Саратовского университета. Сидят слева направо: профессор Н. Г. Ушинский, профессор Е. А. Незнамов, министр народного просвещения П. М. Кауфман, профессор В. П. Амалицкий, профессор А. И. Щербаков; стоят: профессор А. А. Жандр, профессор И. П. Филевич (1907)

Законопроект об открытии Императорского Николаевского университета был утверждён императором Николаем II в 1907 году. Выбор места создания университета между Воронежем и Саратовом был решён в пользу последнего, благодаря настойчивости саратовской общественности, администрации и премьер-министра Петра Столыпина (бывшего саратовского губернатора).

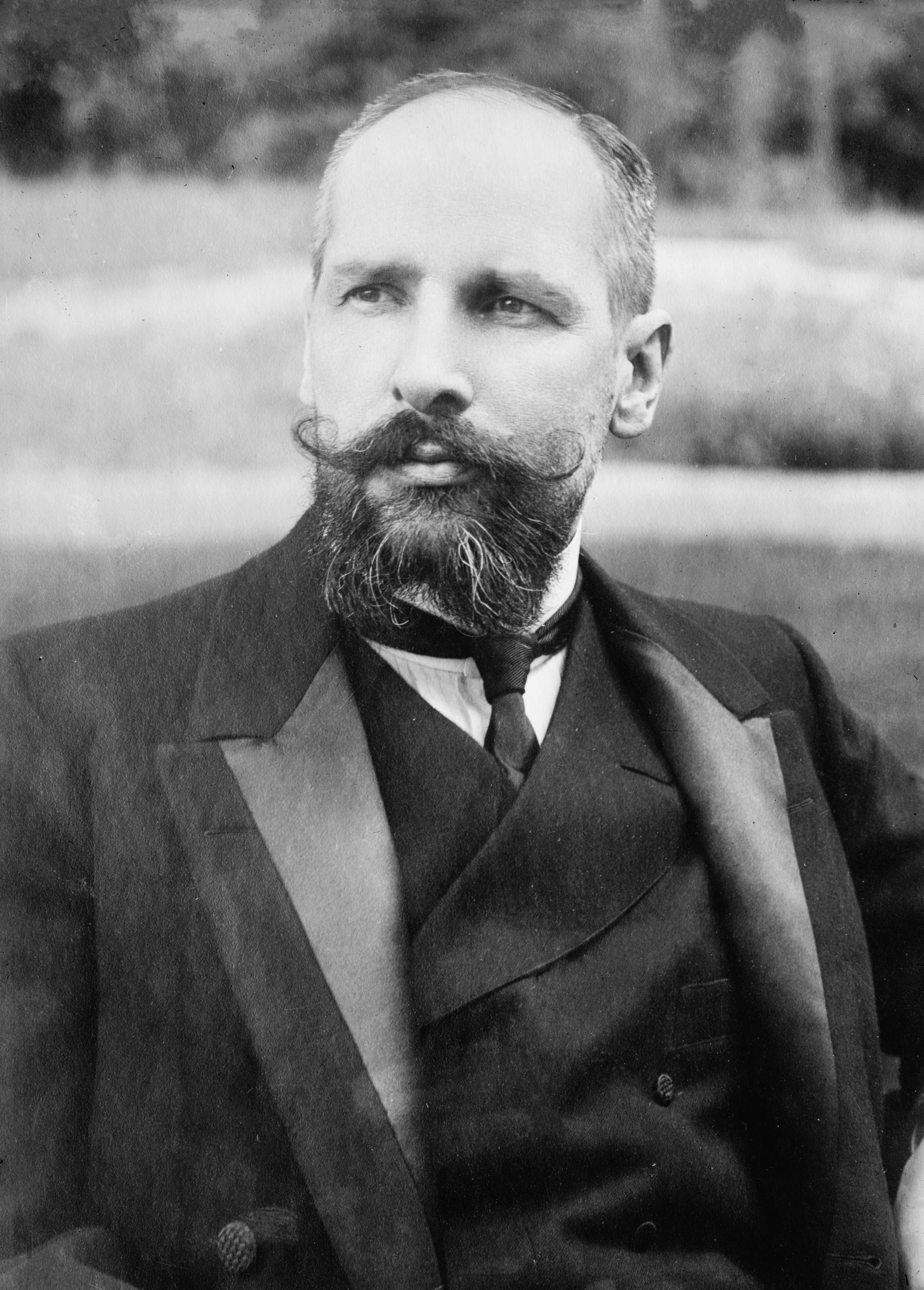
Пётр Аркадьевич Столыпин

Николаевский Императорский университет был открыт 10 (23) июня 1909. После открытия началась деятельная подготовка к торжеству открытия университета, который уже функционировал. Само торжество назначили на Николин день: как стало известно, в день торжественного открытия университет получит наименование «Императорского Николаевского». Императорским, впрочем, назывались все университеты, но Саратовский, помимо этого с согласия императора Николая II получил и имя царя. Торжественное открытие состоялось 6 (19) декабря 1909. В депутацию на торжества открытия Саратовского университета от Московского университета приняли участие ректор Александр Аполлонович Мануйлов и профессор Дмитрий Николаевич Зёрнов.
В тот же день после молебна и крестного хода был заложен камень на месте строительства будущих корпусов университета. Для их возведения в качестве главного архитектора будет привлечен Карл Людвигович Мюфке. За несколько лет ему удастся создать целостный ансамбль с высоким качеством исполнения.

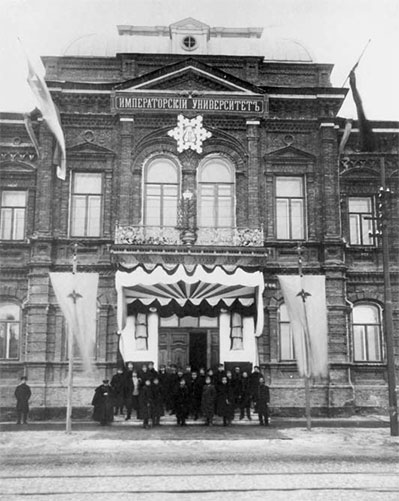
Здание Саратовского университета (бывшей Фельдшерской школы) в день торжественного открытия университета

Первым ректором Николаевского университета стал Василий Иванович Разумовский. Вместе с утверждением закона об открытии Саратовского университета были назначены первые его профессора:
Иван Афанасьевич Чуевский — профессор физиологии, декан медицинского факультета,
Владимир Васильевич Вормс — профессор химии, проректор университета,
Владимир Дмитриевич Зёрнов — профессор физики,
Андрей Яковлевич Гордягин — профессор ботаники,
Николай Григорьевич Стадницкий — профессор анатомии,
Борис Ионович Бируков — профессор естествознания,
Владимир Васильевич Челинцев — профессор химии,
Николай Евграфович Осокин — ассистент при кафедре физиологии.
В состав университета вошёл один лишь медицинский факультет, на котором были учреждены кафедры анатомии, физиологии, хирургии, ботаники, зоологии, физики и химии. Деканом факультета был назначен Иван Чуевский.
Первый приём был рассчитан на сто человек, приняли же сто с небольшим. Состав необычный. Дело в том, что приём в другие университеты уже закончился и в Николаевский университет поступали лица, которые по разным причинам не попали в другие университеты. Казалось бы, это обстоятельство даст не самый лучший набор. Однако, как выяснилось, новые студенты проявили исключительные качества и из них впоследствии получился ряд профессоров. Они очень интересовались и своей специальностью, и своей новой «alma mater» — Императорским Николаевским университетом.
Все лекции, кроме анатомии, читались в аудиториях бывшей Фельдшерской школы. В главной аудитории на эстраде был сделан лекционный стол, большая доска с подвижным полотном. Установили проекционный прибор — эпидиаскоп Лейтца.
Программа самих торжеств выглядела так: накануне Николина дня — торжественная всенощная. Утром 6 декабря (19 декабря) — литургия в соборе. После обедни — крестный ход: всё духовенство и все приглашённые направлялись на Московскую площадь для освящения места, выбранного под постройку университетских зданий. Планы строительства были уже составлены, и сооружение двух зданий института экспериментальной медицины намечалось начать с весны 1910 года, а Физического института и Анатомического театра — с весны 1911 года. После крестного хода все должны были собраться в городском театре, где предстояло заседать Совету университета в день Акта торжественного открытия Саратовского университета. Вечером 6 и 7 (19 и 20) декабря — иллюминация города. На другой день — обед, который давало городское самоуправление в здании городской Думы, и в заключение — концерт и бал в залах Коммерческого собрания.

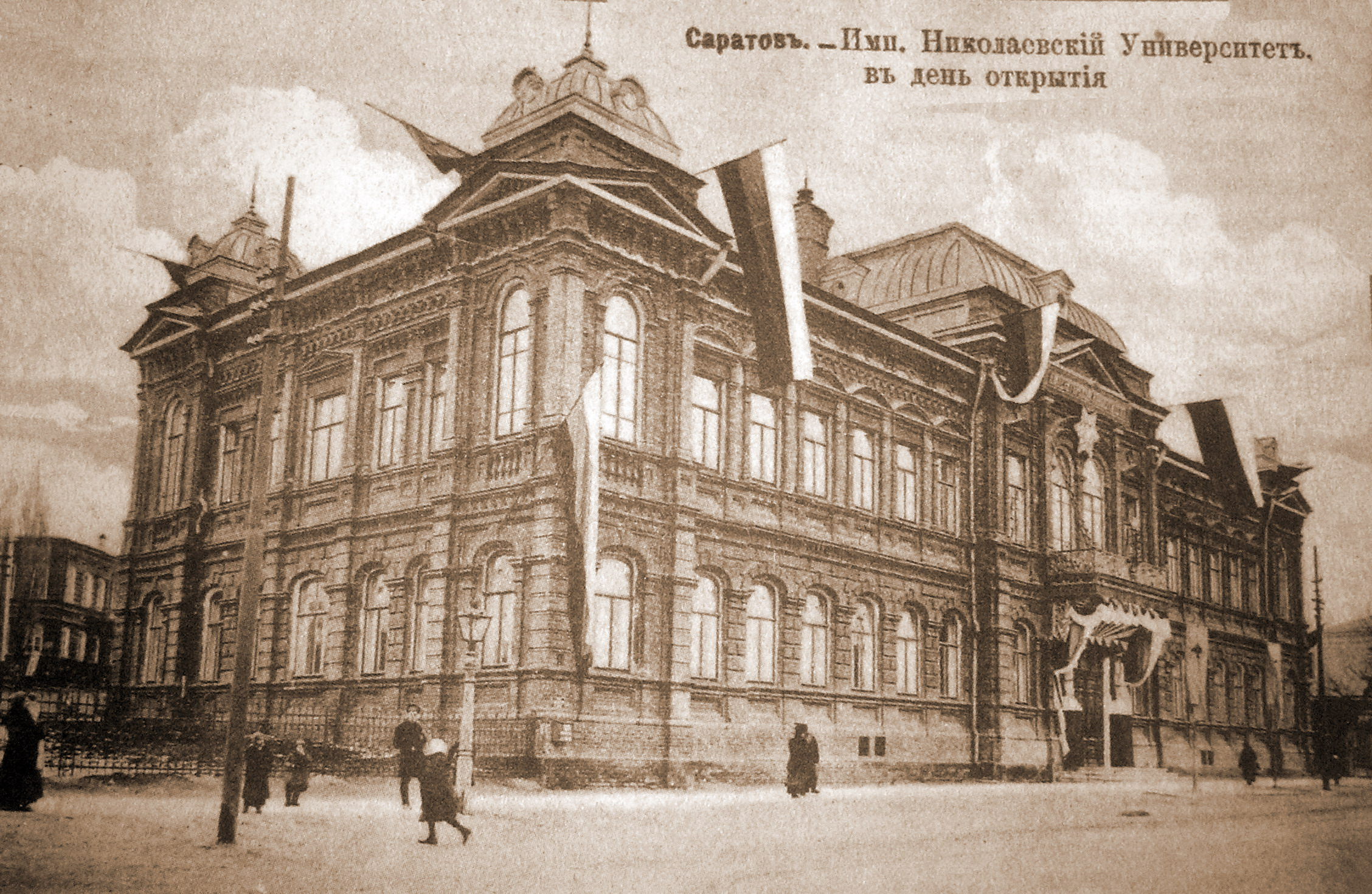
Николаевский университет в день торжественного открытия. 1909 год.

Приехало множество гостей: от всех российских университетов, от учёных обществ, от городов, земств, из-за границы — от славянских универсКарл Людвигович Саратов. Институт Экспериментальной медициныМюфкеитетов. Для того времени открытие нового университета в России являлось событием исключительной важности. В России их насчитывалось всего девять: Московский, Петербургский, Киевский, Харьковский, Казанский, Томский, Одесский, Варшавский и Юрьевский. Попечитель Казанского учебного округа открыл заседание Совета университета. По старинному обычаю Акт начался с двух речей, посвящённых истории возникновения Саратовского университета. С ними выступили ректор Василий Разумовский и декан Иван Чуевский. Затем попечитель зачитал текст Закона об открытии «Императорского Николаевского Университета» в Саратове.
Для Саратовского университета в Петербурге у Даниила Авраамовича Хвольсона была куплена научная библиотека. Таким образом, библиотека университета сразу получила большую коллекцию книг и журналов по физике. Библиотека быстро пополнялась. Много было и пожертвований. Так, одна из самых больших коллекций книг была пожертвована сенатором Михаилом Николаевичем Галкиным-Враским.
В 1910—1911 годах работала строительная комиссия Саратовского университета. Велось проектирование Физического института. Одновременно с ним проектировался громадный анатомический театр. В его здании должны были разместиться три кафедры: нормальной анатомии (профессор Николай Стадницкий), патологической анатомии (профессор Пётр Павлович Заболотнов) и оперативной хирургии (профессор Василий Разумовский), а также кафедра судебной медицины. Корпус физического института, также проектировался с большим запасом площади. На что ранее было получено «благословение» министра народного просвещения, сказавшего следующее: «Стройте так, чтобы институт был рассчитан на сто лет вперёд!». В дальнейшем в здании Физического института разместили фундаментальную библиотеку, которая заняла треть всего здания — весь верхний этаж.

Карл Людвигович Мюфке

Строительство предстояло очень большое. За проекты зданий и само строительство Карл Мюфке должен был бы получить довольно большое вознаграждение, но строительный отдел Министерства народного просвещения также претендовавший на доходы со строительства, чинил препятствия при утверждении проектов Мюфке.
Чтобы удовлетворить аппетиты министерских архитекторов, строительная комиссия университета решила оставить проект анатомического театра за Мюфке, а проект физического института заказать архитектору из министерства. Размеры и первоначальный набросок плана был обсуждён с Петром Николаевичем Лебедевым, который непременно требовал, чтобы заведующий институтом и его ближайшие сотрудники непосредственно жили в самом здании института. Так обычно проектировались все немецкие институты. Пётр Лебедев хорошо представлял себе, как это важно для сохранения времени, ведь работа в институте иногда требует очень длительного присутствия в лаборатории, что крайне затруднительно для заведующего, если отсутствует для него жилое помещение в здании самого института.
Василий Разумовский, Карл Мюфке и Владимир Зёрнов отправились в Санкт-Петербург для защиты проектов зданий анатомического театра и физического института. Что касается проекта физического института, то требование о жилом помещении было удовлетворено в виде пристройки к основному зданию. Но проект не выдержал сметы и превысил бюджетную стоимость на 10%. Строительный комитет потребовал, чтобы проект был сокращён и проектная сумма не превышала разрешённой.
При рассмотрении проекта анатомического театра также возникли затруднения. В перерыве к Мюфке подошёл один из министерских инженеров и откровенно сказал: «Послушайте, надо же „поделиться“». Карл Мюфке был крайне возмущён такой развязностью и прервал разговор. Разумовский с Мюфке за ночь исправили в проекте всё, что казалось рациональным из указанных в комитете замечаний. Новый план отправился в министерство народного просвещения. Министр Aлександр Николаевич Шварц взял листы чертежей проекта и утвердил их. Так Саратовский университет получил роскошное здание анатомического театра. Передовое в то время во всей России.
Работы по постройке Анатомического театра сдавались уже подрядчикам, а проект Физического института отсутствовал. После отправки телеграммы министру с просьбой разрешить сдавать работы до получения проекта, такое разрешение было получено, при этом сообщалось, что проект высылается следом. Через несколько дней он был получен, но это был тот же черновой экземпляр чертежей без всяких сокращений, а уменьшение проектной суммы было произведено за счёт того, что жилая постройка полностью выбрасывалась из проекта. Закладка здания произошла весной 1911 года.
Строительство постоянно сталкивалось с трудностями. Так, осенью 1911 года стены корпуса не были ещё выведены под крышу, хотя по плану необходимо было покрыть здание до наступления зимних холодов. Другая напасть: в сентябре, когда строительный сезон далеко ещё не завершился, поднялся вдруг ураган, который свирепствовал три дня. Все деревянные леса были разбросаны, а рабочие разбежались. По счастью, работа, прерванная ураганом, снова возобновилась, и к зиме карниз был покрыт крышей. Строительство и общее оборудование здания института заняло три строительных сезона, и было полностью закончено только в конце 1913 года.
Все подробности строительства новых зданий проходили через строительную комиссию и ею утверждались. Комиссии хотелось как можно лучше и красивее выстроить здания, а министерство не хотело выделять дополнительные деньги на украшение строящихся зданий и стремилось к тому, чтобы внешность университетских корпусов имела казарменный вид. Комиссии же хотелось поставить на фасаде колонны, вестибюли украсить искусственным мрамором, в аудиториях сделать амфитеатры, а потолки украсить лепкой — все с большой любовью относились к молодому университету. Каждый перерасход должен был быть оправдан, то есть должны были быть указаны средства, из которых этот перерасход будет покрыт, без этого «контроль» не утверждал расходов. У строительной комиссии выработалась такая формула: «перерасход покрывается из средств, полученных от продажи пустых бочек из-под цемента». Бочек, действительно, было много: не только кирпичная кладка требовала большого количества цемента, но и все перекрытия и железобетонные перегородки. Несмотря на фактическую продажу этих бочек, перерасход делался всё больше и больше, но «контроль» тем не менее продолжал утверждать наши расходы. Мудрые саратовские заправилы убеждали строительную комиссию, что если перерасход будет небольшой, то его могут возложить на членов строительной комиссии персонально, но если сделать перерасход не меньше миллиона, то его утвердят и «спишут». Так и вышло. Первая мировая война и затем революция всё перемешали, и никто уже не заботился о перерасходах, а университетские здания получились красивыми и просторными внутри.
Заседания Совета университета (отдельных заседаний факультетов не было, так как факультет был только один — медицинский) происходили довольно часто, были оживлёнными и интересными. Это, конечно, зависело оттого, что всё находилось на стадии организации и постановления Совета действительно имели решающее значение. Кроме того, студентов было немного, их знали поимённо, и студенческие дела, тогда всех интересовали.
8 (21) ноября 1911 Саратовский университет широко отметил двухсотлетие со дня рождения Михаила Васильевича Ломоносова. В актовом зале было устроено торжественное заседание с тремя докладами. Первый доклад, посвящённый Ломоносову как поэту, был поручен профессору богословия Алексею Феоктистовичу Преображенскому, так как филологов в университете ещё не было. Алексей Феоктистович, человек высокообразованный, по специальности церковный историк, сделал очень хороший обзор деятельности Ломоносова в области литературного творчества. Челинцев говорил о химических работах Ломоносова, Владимир Зёрнов сделал доклад «Ломоносов как физик».
Громадным успехом пользовались лекции университетских профессоров на учительских курсах, которые в начале лета устраивались земством для учителей сельских школ (1910—1914). Слушателям всё казалось чудесным, некоторые учителя из глуши впервые видели губернский город и с удивлением смотрели на единственный в то время в Саратове четырёхэтажный дом.
К концу 1913 года в университетском бюджете оставались неизрасходованными средства на научное оборудование. Профессор Зёрнов по поручению ректора Разумовского заказал на эту сумму два эпидиаскопа фирмы Цейса из Германии. Оборудование успели доставить в Саратов в начале июля 1914 года, а уже через несколько недель Россия и Германия находились в состоянии войны.
Саратовский университет располагался вблизи от региона Саратовско‑Самарского Заволжья, которое было районом расселения российских немцев. Однако немцев в Саратовском университете было немного. В числе 87 студентов первого набора в 1909 году было 9 человек лютеранского вероисповедания. Из числа учащих Саратовского университета немцем можно определенно назвать, пожалуй, лишь магистра химии Рейнгарда Фридриховича Холлманна. В перспективе в университете существовала основа для проникновения в него немецких традиций образования и науки. Такую возможность, однако, перечеркнула начавшаяся война. С обложки университетских «Известий», начиная с 4-го выпуска за 1914 год, исчезло заглавие на немецком языке («Annalen der kaiserlichen Nicolaus-Universität»). Однако последовательных антигерманских настроений в Саратовском университете, видимо, не было. О подлинном восприятии саратовской профессурой начавшейся войны судить сложно, но внешне, как и везде в России, во второй половине 1914 года в университете ощущался патриотический подъём. Совет университета принимает решение о посылке императору верноподданнической телеграммы, постановляет отчислять 3 % ежемесячно от получаемого профессорами жалования в пользу раненых и больных.
С началом войны были мобилизованы более 20 человек врачебного персонала университетских кафедр, причем при некоторых из них не осталось ни одного ассистента, лаборанта или ординатора. Профессор кафедры зоологии Борис Бируков оказался после начала войны в плену в Германии, где он на протяжении целого ряда предшествовавших лет занимался зоологическими исследованиями. Этот источник прекрасно отражает вызванное начавшейся войной изменение отношения немцев к русским, а русских к немцам и предельно четко изображает тяжелую повседневность первых недель войны. Лишь в конце сентября 1914 года профессор Бируков сумел вернуться домой и приступить к исполнению своих университетских обязанностей. Некоторые медики университета добровольно отправились на театр военных действий в качестве врачей, там же пребывал с марта по сентябрь 1915 года с целью организации бактериологической лаборатории профессор Александр Александрович Богомолец. Таким образом, учебно-вспомогательный персонал университета испытывал с самого начала войны острый недостаток наличных кадров. Поэтому в период войны неоднократно принимались решения о приглашении на вакантные должности студентов и женщин. Уже в августе 1914 года декан медицинского факультета Николай Стадницкий предложил «профессорам временно приглашать в помощь себе за особое вознаграждение имеющихся у них в виду подходящих лиц, а при отсутствии таковых — студентов». С этого времени на Совете университета регулярно разбирались вопросы подобного рода. В начале января 1916 года Министерство народного просвещения Российской империи стало допускать к временному исполнению обязанностей женщин, врачей и лекарей, а также студентов. Эти сотрудники получали жалование из специальных средств университета и из остатков от содержания личного состава. Обычно решение о приглашении на должность сотрудника университета женщины или студента появлялось на одной из кафедр университета и обсуждалось Советом, который, в свою очередь, уже ходатайствовал об этом перед Министерством. Не только сотрудники, но и некоторые студенты становились под ружье, а многие из них отправлялись в действующую армию в качестве медицинского персонала. Ускоренной подготовки университетами медиков требовало Министерство народного просвещения. Уже к осени 1914 года по крайней мере 15 студентов 2-5‑х курсов университета поступили на службу в Красный Крест. Зимой с 1914 на 1915 год сотрудниками Красного Креста в действующую армию отправились еще 22 человека из числа студентов в основном 3-4‑х курсов. Министерство еще в начале 1915 года циркулярно просило университеты сообщать о подвигах учащих и учащихся, призванных в том или ином качестве в армию. В течение войны значительное количество студентов-медиков вступил добровольцами. В то же время в военный период Министерством был введен новый порядок предоставления документов поступавшими в университет. В частности, циркуляром от 13 (26) апреля 1915 министерство извещало советы университетов, что их начальство при поступлении в число студентов лиц из мест, занятых неприятелем, не должно требовать от них свидетельств о приписке к призывным участкам, довольствуясь метрикой, паспортом или формулярными списками отцов. Также всем нуждающимся в образовании детям беженцев государство стремилось предоставить «возможность продолжать обучение в соответственных учебных заведениях». Этими временными правилами вскоре воспользовались те молодые люди, которые, будучи военнообязанными, хотели отсидеться в период войны в стенах университета.
Несмотря на то, что ряд студентов в различной форме выражали свой протест против войны, против существующего порядка вещей, университет в целом продолжал планомерно трудиться на нужды фронта. За период войны в Императорском университете постоянно росло количество студентов и вольнослушателей. Объективно это объяснялось потребностью армии во врачебном персонале. Задачей государственного значения для медицинских факультетов университетов становилось ускорение процесса подготовки профессиональных врачей.
Сравнительная динамика общей численности студентов Саратовского и Московского университетов в военный период такова:
| Год  | Московский | Саратовский |
| ---- | ---------- | ----------- |
| 1914 | 9129       | 457         |
| 1915 | 11184      | 768         |
| 1916 | 6860       | 1041        |

В военный период продолжалось возведение университетских зданий, несмотря на недостаток рабочих рук и строительных материалов. В мае 1916 года университетский комплекс посетил товарищ министра народного просвещения Владимир Тимофеевич Шевяков и заявил «о прекрасном впечатлении, вынесенном им после осмотра новых зданий», обещая от имени министра «отпустить, по окончании войны, необходимый кредит на дальнейшее строительство». Из уже построенных и эксплуатировавшихся зданий к февралю 1915 года почти половина была временно отведена под лазареты для больных и раненых военных. Университет не только помогал русской армии своей материальной базой: саратовские ученые оперировали в университетских клиниках раненых воинов, причем не только русских солдат, но и пленных немцев, австрийцев, чехов и др. Профессора разрабатывали научные проблемы, практически связанные с нуждами фронта. Так, например, в 1916 году Рейнгард Холлман был командирован на Всероссийское совещание по борьбе с удушливыми газами, а Виктор Алексеевич Скворцов выезжал в Астраханскую губернию для обследования горько-соленых озер, причем оговаривалось, что эта командировка имела «отношение к военным обстоятельствам». В стенах же университета читались в военный период курсы военно-полевой хирургии профессора Разумовского, военно-полевой гигиены профессора Владимира Андреевича Арнольдова, а после командировки Холлмана — коллективный курс по удушливым газам. В 1915 году в Саратов был эвакуирован Императорский университет св. Владимира и находился в Саратове до следующего 1916 года. Профессор Зёрнов отмечал, что киевляне и саратовцы жили «дружно». Научная работа в обеих высших школах — как в эвакуированной, так и принимавшей ее — практически не останавливалась. Вполне понятной мерой в условиях повседневных контактов с прибывшими из Киева коллегами выглядит активизация вопроса об учреждении новых факультетов в Саратовском университете. В начале 1916 года профессор Владимир Алексеевич Павлов рассказал на совете университета о своем разговоре с товарищем министра народного просвещения Шевяковым, который отметил, что со стороны министерства препятствий для открытия физико-математического факультета в Саратове не встретится и что совет университета должен «представить свои соображения». Более того, министерство не возражало бы и против открытия историко-филологического факультета. После доклада Павлова Совет решил возобновить деятельность уже прежде созданной комиссии по открытию физико-математического факультета. С правом совещательного голоса в нее вошли профессора Киевского университета во главе с деканом физико-математического факультета. Аналогичная комиссия была призвана заниматься открытием историко-филологического факультета (в ней также в качестве консультантов участвовали киевляне). 
Примечателен и важен для характеристики жизни университета в военное время тот факт, что Совет университета, несмотря на трудности, обсуждал вопрос об установлении контактов с зарубежными учеными, в частности с англичанами и французами, для чего предполагалось усилить преподавание иностранных языков (главным образом, плохо преподававшегося в российской структуре образования английского). Естественно, что о связях с учеными стран-противников речь не шла, а контакты с учеными из стран-союзниц были ограниченными. Таким образом, несмотря на военное время и все непосильные трудности, связанные с начавшейся в Европе беспрецедентной кровавой бойней, в которой Россия несла наиболее многочисленные из всех участвовавших стран потери, учрежденный всего за 5 лет до войны Императорский Николаевский университет сумел полноценно развиваться в эти сложные годы. Росла его материальная база, численность преподавателей и студентов, шла подготовительная работа для создания новых факультетов.
В 1914 в Императорском Николаевском Саратовском университете состоялся первый выпуск молодых врачей (107 лекарей). До 1914 на медицинский факультет принимали только мужчин, но нехватка медиков в армейских и тыловых госпиталях в первую мировую войну заставила Министерство народного просвещения разрешить приём женщин на вакантные места. В 1915 в Императорский Николаевский Саратовский университет были приняты 36 студенток и 2 вольнослушательницы. Всего до 1917 медицинский факультет университета окончили 600 человек.
После Февральской революции в 1917 году университет лишился статуса «императорского», но не имени императора, став просто Николаевским университетом.

## Факультеты Императорского Николаевского университета
Жители «столицы Поволжья», в течение нескольких десятилетий дожидались открытия в их городе университета. На деле получилось так, что в Саратове хотя и открыли университет, но только с одним факультетом — медицинским. То, что в течение целого ряда лет других факультетов в Саратовском университете не появлялось, нередко вызывало недоумения у современников. «У Саратова… много самомнения и гонора, — писал один местный публицист. — В Саратове единственный в мире университет с единственным факультетом».
Открытие новых факультетов Саратовского университета задерживалось. Проектирование новых зданий прекратилось с началом войны 1914 года. Совет университета несколько раз ходатайствовал об открытии факультетов. Здание физического института было уже готово, помещение бывшей Фельдшерской школы у Царских ворот осталось за университетом, можно было при желании и ещё найти помещения, но дело не двигалось. В начале 1916 года профессор Владимир Алексеевич Павлов рассказал на совете университета о своем разговоре с товарищем министра народного просвещения Шевяковым, который отметил, что со стороны министерства препятствий для открытия физико-математического факультета в Саратове не встретится и что совет университета должен «представить свои соображения». Более того, министерство не возражало бы и против открытия историко-филологического факультета. После доклада Павлова Совет решил возобновить деятельность уже прежде созданной комиссии по открытию физико-математического факультета. С правом совещательного голоса в нее вошли профессора Киевского университета во главе с деканом физико-математического факультета. Аналогичная комиссия была призвана заниматься открытием историко-филологического факультета (в ней также в качестве консультантов участвовали киевляне). 
Новые факультеты (Физико-математический и историко-филологический) были открыты в Саратове уже после Февральской революции, с 1 (14) июля 1917, хотя значительная, даже решающая работа по подготовке этого события была проведена еще до революции.

## Институт Экспериментальной медицины
Институт экспериментальной медицины в Саратове был создан как часть медицинского факультета университета. Здание института строилось с 1910 по 1913 год по проекту Мюфке, став одним из первых специально предназначенных корпусов для теоретических кафедр. Уже к 1913 году были оборудованы лаборатории для физиологии, медицинской химии, патологической анатомии, бактериологии, гигиены и других теоретических дисциплин, что позволило сосредоточить научную и практическую подготовку будущих врачей в одном месте.

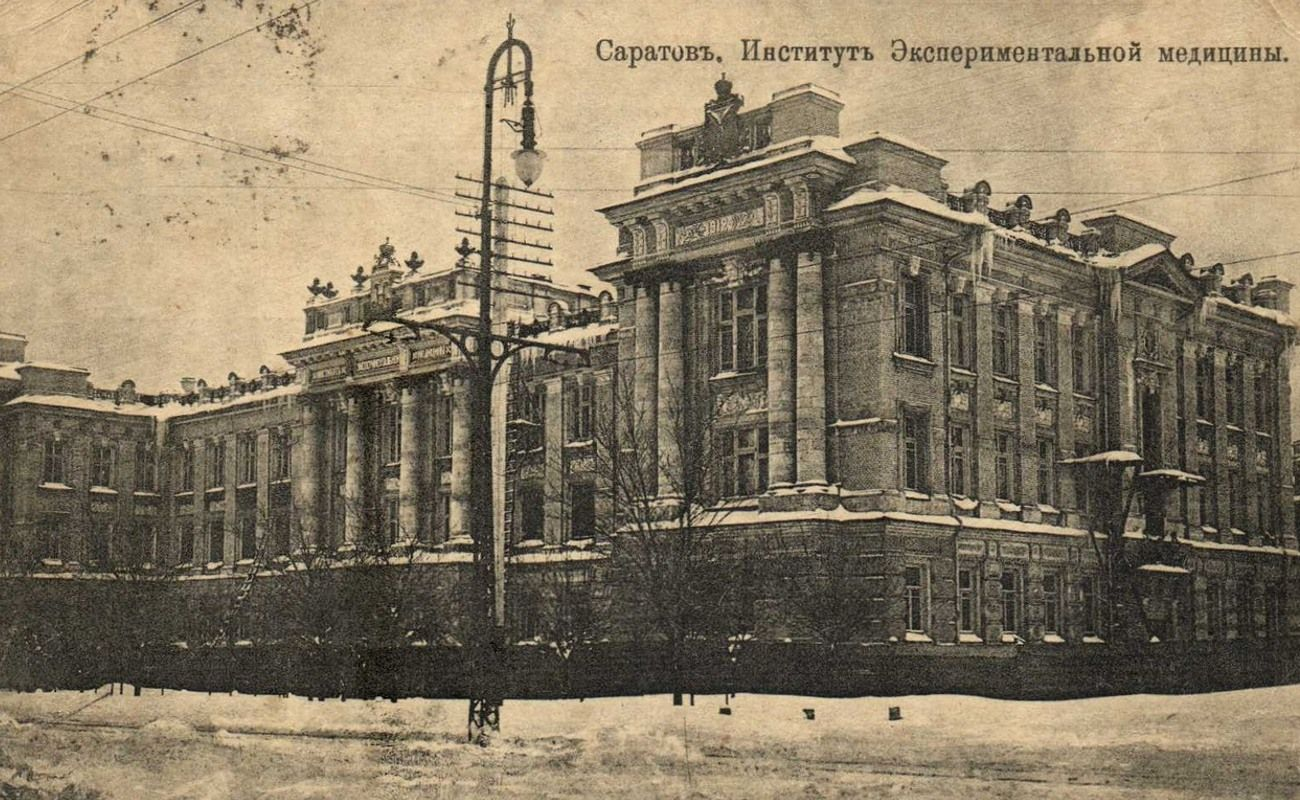
Саратов. Институт Экспериментальной медицины

В эти годы институт стал академическим ядром саратовской медицины и биологии, объединив исследовательские усилия молодых ученых и опытных преподавателей. Среди ключевых фигур был первый ректор университета, хирург Василий Разумовский, сыгравший значительную роль в организации и научной политике института, здесь развивали исследования по физиологии, микробиологии, гигиене, биохимии. Такой комплекс кафедр обеспечивал высокий уровень преподавания и одновременно закладывал основы экспериментальной медицины — анализ физиологических функций организма, изучение инфекционных болезней, экспериментальные подходы к исследованию лекарственных средств. Регулярно публиковались труды по вопросам физиологии, бактериологии, велись работы по анатомии, использовались новые методы микроскопии, изучалась патогенез различных заболеваний — эти работы были междисциплинарными и зачастую имели прикладной характер для практической диагностики и терапии.
Особое развитие получила экспериментальная бактериология и анатомия. В состав коллектива входили, помимо Разумовского, профессор Холлман. До 1914 года в институте работало преимущественно приглашённое из других городов профессорско-преподавательское сообщество, в том числе из Казани, Москвы, Петербурга, Киева. Преподаватели вели не только лекционные курсы, но и самостоятельные исследования — например, изучение иммунитета, инфекций, туберкулеза, а также опытные лабораторные работы по физиологии кровообращения и обмена веществ.
В военное время резко повысился интерес к клинической бактериологии, микробиологии, вопросам антисептики и новых методов диагностики. Институт стал серьёзной клинической, лабораторной и образовательной платформой региона, где до 1917 года учёные совмещали научную и педагогическую деятельность.

## Профессора

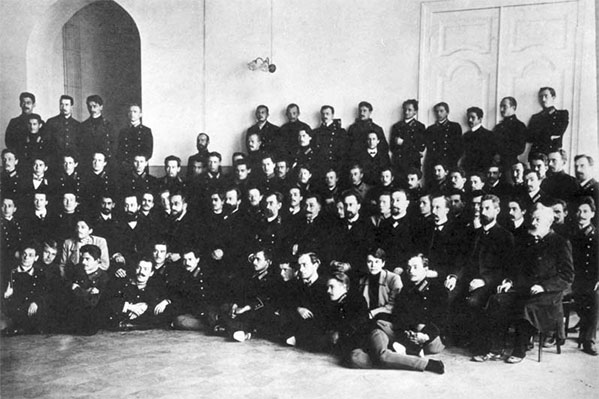
Профессора и студенты Саратовского университета 1909

Основная статья: Список профессоров Императорского Николаевского университета

## Ректоры Императорского Николаевского университета
- Разумовский, Василий Иванович (1909—1912)
- Чуевский, Иван Афанасьевич (1912)
- Стадницкий, Николай Григорьевич (1912—1913)
- Заболотнов, Пётр Павлович (1913-1917)

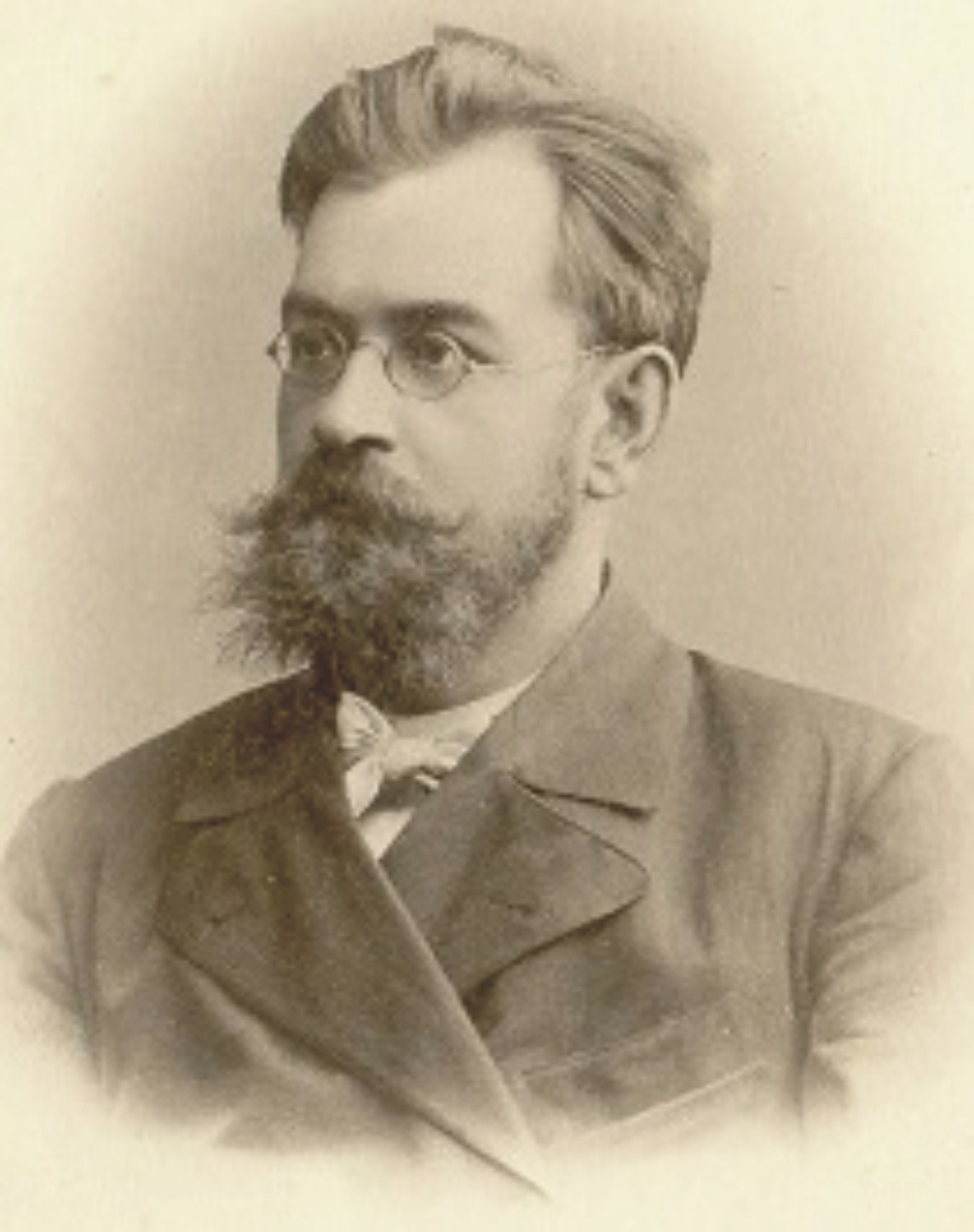
Василий Иванович Разумовский
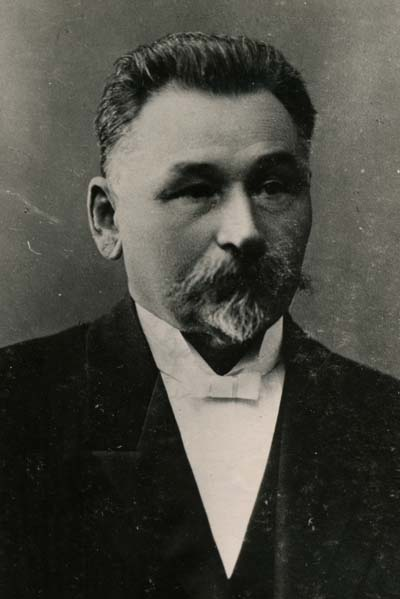
Иван Афанасьевич Чуевский
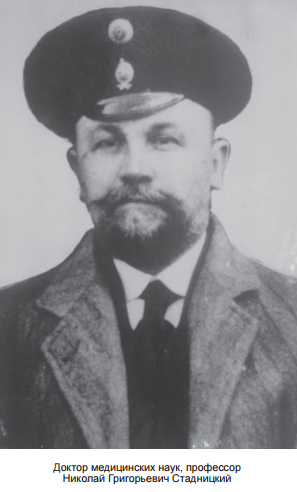
Николай Григорьевич Стадницкий
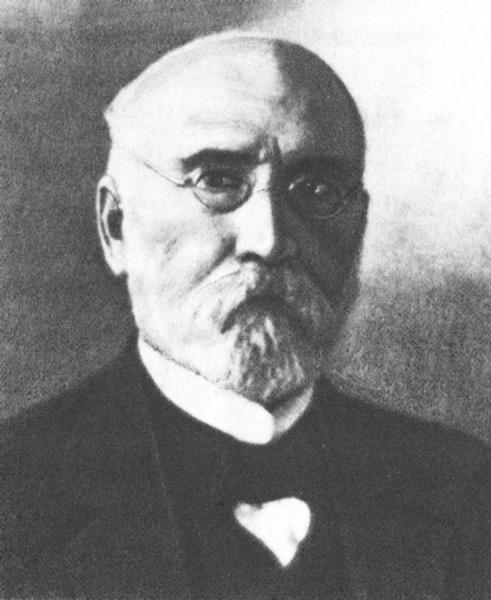
Пётр Павлович Заболотнов

## Почётные члены Императорского Николаевского университета
Почётный член университета — почётное звание, присваиваемое в знак признания особых заслуг в области науки и просвещения, было введено Уставом 1804 года. Университет получил право удостаивать этим званием людей, «прославившихся учением и дарованиями, как из природных россиян, так и из иностранцев».
Основная статья: Список почётных членов Императорского Николаевского университета